# 杨贤妃 (宋徽宗)
杨贤妃（12世纪？—1115年），北宋宋徽宗的妃嫔，追赠贤妃，順淑帝姬、和王赵栻的生母。
杨氏在崇寧二年（1103年）之前生下顺淑帝姬。崇宁元年二月封永嘉郡君，三年九月进五品才人，大观二年二月进四品美人，政和元年（1111年）六月生趙栻，七月升为修容嫔。政和五年薨，追赠贤妃。
杨贤妃的女儿顺淑帝姬早亡。儿子和王赵栻于建炎二年（1128年，金天会六年）九月，在金国被異母兄趙㮙謀殺。